# 핸스 매시선
핸스 매서슨(Hans Matheson, 1975년 8월 7일~)은 영국 스코틀랜드의 배우이다.

## 출연 작품
- 제리코 (2016)
- 300: 제국의 부활 (2014)
- 더 크리스마스 캔들 (2013)
- 타이탄 (2010)
- 셜록 홈즈 (2009)
- 더버빌가의 테스 (2008)
- 바토리 (2008)
- 튜더스 1 : 왕의 여자들 (2007)
- 하프 라이트 (2006)
- 버진 퀸 (2005)
- 닥터 지바고 (2002)
- 디나 (2002)
- 데스워치 (2002)
- 아발론의 여인들 (2001)
- 캐논 인버스 (2000)
- 도망자 - 바디워크 (1999)
- 튜브 테일 (1999)
- 스틸 크레이지 (1998)
- 레 미제라블 (1998)